# Kävsjö distrikt
Kävsjö distrikt är ett distrikt i Gnosjö kommun och Jönköpings län. Distriktet ligger omkring Hillerstorp i västra Småland.

## Tidigare administrativ tillhörighet
Distriktet inrättades 2016 och utgörs av socknen Kävsjö i Gnosjö kommun.
Området motsvarar den omfattning Kävsjö församling hade vid årsskiftet 1999/2000.

## Tätorter och småorter
I Kävsjö distrikt finns en tätort och två småorter.

### Tätorter
- Hillerstorp (del av)

### Småorter
- Brännehylte (del av)
- Marieholm (del av)